# Wortmeldungen
Wortmeldungen – Der Literaturpreis für kritische Kurztexte ist ein deutscher Literaturpreis, der seit 2018 jährlich für „herausragende kurze literarische Texte (...), die sich mit gesellschaftspolitischen Herausforderungen unserer Zeit auseinandersetzen“, von der Crespo Foundation verliehen wird. Der Preis ist mit 35.000 Euro dotiert. Außerdem wird ein angeschlossener, mit insgesamt 15.000 Euro dotierter Förderpreis an junge Autoren zu gleichen Teilen für Texte vergeben, die ein vom Preisträger gestelltes Thema behandeln. Laut Ausschreibungskriterien können Autoren ihre Texte nicht eigenständig einreichen, sondern werden durch Verleger, Lektoren, Agenten, Literaturkritiker oder Literaturvermittler vorgeschlagen.

## Geschichte
Nach dem Tod von Ulrike Crespo sind die beiden Preise seit 2022 als WORTMELDUNGEN Ulrike Crespo Literaturpreis und WORTMELDUNGEN Ulrike Crespo Förderpreis benannt.
Die erste Preisträgerin war 2018 die österreichische Autorin Petra Piuk, die für einen Textauszug aus ihrem Roman Toni und Moni oder: Anleitung zum Heimatroman ausgezeichnet wurde.
Das von Piuk formulierte Thema für den Förderpreis 2018 lautete „Hinter dem Zaun – was bringt Heimat zur Sprache?“.
Der Preis wurde aufgeteilt und an die Autorinnen Sophie Baumberg, Magdalena Kotzurek und Leona Stahlmann vergeben, die jeweils 5000 Euro erhielten.
Den Preis für 2019 erhielt der österreichische Schriftsteller Thomas Stangl für seine Erzählung Die Toten von Zimmer 105.
Als Thema für den Förderpreis 2019 formulierte Stangl die Frage „Im Schreiben tauschen Tote und Lebende höflich die Plätze. Oder: Kann man dem Tod die kalte Schulter zeigen?“. Die Preise gingen an Katherina Braschel, Luca Kieser und Jana Krüger.
Die Literaturpreis-Shortlist 2020 wurde am 14. Januar 2020 bekannt gegeben; mit dem Wortmeldungen-Literaturpreis 2020 ausgezeichnet wurde der Kurztext Bauernkriegspanorama von Kathrin Röggla. Die Preisverleihung wurde wegen der COVID-19-Pandemie verschoben und fand im November 2020 statt. Förderpreise von je 5000 Euro gingen an die Autorinnen Miriam Emefa Dzah, Jasmin Merkel und Marie Lucienne Verse.
Im Jahr 2021 wurde der Essay Laubwerk von Marion Poschmann mit dem Preis ausgezeichnet.
Für Kurztexte, insbesondere Reden, zum Wortmeldungen-Förderpreis 2021 wurde von Poschmann das Thema „Vom Unsichtbaren schreiben, die Gegenwart sehen. Wie tritt der Klimawandel in Erscheinung?“ vorgegeben. Die Jury zum Förderpreis 2021 bestand aus vier Frauen und einem Mann. Für ihre Kurztexte ausgezeichnet wurden Melanie Sasha Berger, Samuel J. Kramer und Benedikt Kuhn.
Die Texte der Shortlist 2022 wurden Mitte Januar 2022 bekannt; die Preisverleihung fand am 19. Juni 2022 im Schauspiel Frankfurt statt. Der Preis 2022 wurde Volha Hapeyeva für ihren Essay Die Verteidigung der Poesie in Zeiten dauernden Exils zuerkannt.
Das von Volha Hapeyeva gestellte Thema des Förderpreises 2022 lautete „Wie lassen sich Flucht, Exil und Heimatlosigkeit in Worte fassen?“ Die Jury zum Förderpreis 2022 bestand aus zwei Frauen und drei Männern. Ausgezeichnet mit dem Förderpreis 2022 wurden zu gleichen Teilen Juli Mahid Carly, Irina Nekrasov und Jonë Zhitia.
In die engere Wahl für den Wortmeldungen-Preis 2023 kamen Lisa Krusche, Olga Martynova, Sasha Marianna Salzmann, Judith Schalansky und Kinga Tóth. Den Preis für 2023 erhielt der Essay Schwankende Kanarien von Judith Schalansky.
Auf der Shortlist für den Wortmeldungen-Preis 2024 stehen Texte von Nilufar Karkhiran Khozani, Elena Messner, Dragica Rajčić, Konrad H. Roenne und Frank Witzel. Die Verfasser der nominierten Texte erhalten jeweils 3500 Euro. Der Preis 2024 wurde Frank Witzel für den Text Die Möglichkeit einer Micky Maus verliehen.
Der Wortmeldungen-Förderpreis für kritische Kurztexte 2024 wurde an die Nachwuchsautor:innen Kaija Knauer, Liv Thastum und Mücahit Türk verliehen.
2025 wurden I.V. Nuss, Josefine Soppa, Dana von Suffrin, Clemens J. Setz und Susanne Gregor nominiert.

## Publikationen
Im Berliner Verbrecher Verlag ist der Gewinner-Text des Jahres 2020 Bauernkriegspanorama als erster Band einer „Wortmeldungen“-Buchreihe erschienen; als Band 2 der Buchreihe erschien im Mai 2021 ebendort auch der Gewinner-Text Laubwerk von 2021. Auch der 2022 ausgezeichnete Essay ist, ergänzt um weitere Beiträge, in dieser Reihe erschienen.
Im Juni 2023 ist als vierter Band der WORTMELDUNGEN-Reihe im Verbrecher Verlag der Text Schwankende Kanarien von Judith Schalansky erschienen.